# Michaela Polleres
Michaela Polleres (n. 15 iulie 1997, Neunkirchen⁠(d), Austria Inferioară, Austria) este o sportivă ce a reprezentat Austria, medaliată olimpică. A participat la o ediție a Jocurilor Olimpice (2020) în care a câștigat o medalie de argint.